# فرودگاه آیتوتاکی
فرودگاه ایتوتاکی (به انگلیسی: Aitutaki Airport) یک فرودگاه همگانی با کد یاتا AIT است. این فرودگاه در کشور جزایر کوک قرار دارد و در ارتفاع ۴ متری از سطح دریا واقع شده‌است.

## شرکت‌های هواپیمایی و مقصدهای پروازی
| شرکت‌های هواپیمایی | مقصدهای پروازی                                       |
| ----------------- | ---------------------------------------------------- |
| ایر راروتونگا     | انوئا، جزیره مانیهیکی، تونگاروا، پوکاپوکا، راروتونگا |